# Milena Grabska-Grzegorczyk
Milena Grabska-Grzegorczyk (ur. 18 czerwca 1978) – polska lekkoatletka uprawiająca biegi długodystansowe, specjalizująca się w biegu 24-godzinnym.

## Życiorys
W 2015 roku, podczas Mistrzostw Polski w biegu 24-godzinnym w Łyse, zdobyła srebrny medal z wynikiem 209,711 km.
W 2016 roku, podczas Mistrzostw Europy w biegu 24-godzinnym w Albi, zdobyła złoty medal drużynowo z wynikiem 227,511 km.
W 2017 roku, podczas Mistrzostw Świata w biegu 24-godzinnym w Belfaście, zdobyła srebrny medal drużynowo z wynikiem 184,863 km.
W 2018 roku, podczas Mistrzostw Europy w biegu 24-godzinnym w Timișoarze, zdobyła złoty medal drużynowo z wynikiem 221,146 km.
W 2019 roku, podczas Mistrzostw Świata w biegu 24-godzinnym w Albi, zdobyła srebrny medal drużynowo z wynikiem 125,482 km.
W 2020 roku, podczas Mistrzostw Polski w biegu na 100 km w Pabianicach, zdobyła brązowy medal z wynikiem 8:31.07.
W 2022 roku, podczas Mistrzostw Polski w biegu 24-godzinnym w Pabianicach, zdobyła srebrny medal z wynikiem 220,035 km.
W 2023 roku, podczas Mistrzostw Polski w biegu 24-godzinnym w Pabianicach, zdobyła srebrny medal z wynikiem 226,032 km. Podczas Mistrzostw Świata w biegu 24-godzinnym w Tajpej, zdobyła złoty medal drużynowo z wynikiem 233,706 km.
W 2024 roku, podczas Mistrzostw Polski w biegu 24-godzinnym w Pabianicach, zdobyła brązowy medal z wynikiem 223,038 km.

## Osiągnięcia
| Rok  | Impreza                                      | Miejsce   | Konkurencja   | Pozycja      | Wynik     |
| ---- | -------------------------------------------- | --------- | ------------- | ------------ | --------- |
| 2016 | Mistrzostwa Europy w biegu 24-godzinnym 2016 | Albi      | indywidualnie | 5. miejsce   | 227 511 m |
| 2016 | Mistrzostwa Europy w biegu 24-godzinnym 2016 | Albi      | drużynowo     | 1. miejsce   | 701 429 m |
| 2017 | Mistrzostwa Świata w biegu 24-godzinnym 2017 | Belfast   | indywidualnie | 63. miejsce  | 184 863 m |
| 2017 | Mistrzostwa Świata w biegu 24-godzinnym 2017 | Belfast   | drużynowo     | 2. miejsce   | 741 886 m |
| 2018 | Mistrzostwa Europy w biegu 24-godzinnym 2018 | Timișoara | indywidualnie | 9. miejsce   | 221 146 m |
| 2018 | Mistrzostwa Europy w biegu 24-godzinnym 2018 | Timișoara | drużynowo     | 1. miejsce   | 720 454 m |
| 2019 | Mistrzostwa Świata w biegu 24-godzinnym 2019 | Albi      | indywidualnie | 124. miejsce | 125 482 m |
| 2019 | Mistrzostwa Świata w biegu 24-godzinnym 2019 | Albi      | drużynowo     | 2. miejsce   | 721 124 m |
| 2023 | Mistrzostwa Świata w biegu 24-godzinnym 2023 | Tajpej    | indywidualnie | 14. miejsce  | 233 706 m |
| 2023 | Mistrzostwa Świata w biegu 24-godzinnym 2023 | Tajpej    | drużynowo     | 1. miejsce   | 726 552 m |